# Стрейбос, Пит
Пьер Дирк (Пит) Стрейбос (нидерл. Pier Dirk "Piet" Strijbosch; 12 апреля 1909, Амстердам — 8 декабря 1956, Роттердам) — нидерландский футболист, игравший на позициях нападающего, полузащитника и защитника. Выступал за команды «Блау-Вит», «Аякс», «Бе Квик», «Витесс» и «Виллем II». Двукратный чемпион Нидерландов в составе «Аякса». Провёл несколько матчей за вторую сборную Нидерландов.

## Клубная карьера

### «Аякс»
В 1928 году в возврате девятнадцати лет Пит дебютировал за футбольный клуб «Аякс», до того он выступал за другой амстердамский клуб — «Блау-Вит». Первую игру в чемпионате Нидерландов провёл 16 сентября против клуба ВУК. Гостевая встреча завершилась поражением амстердамцев — 4:2. Свой первый гол забил 30 декабря в ворота АДО. В дебютном сезоне нападающий отметился 9 голами в 11 матчах чемпионата. 
Первый гол в чемпионате 1929/30 он забил 29 сентября в матче против роттердамского «Эксельсиора». В 16-туре на стадионе «Хет Хаутен» Стрейбос стал автором хет-трика в игре с ХБС. Свой второй хет-трик сделал 9 марта в матче с «Велоситас», позволив своей команде одержать крупную победу со счётом 8:0. Пит закончил сезон с 15 забитыми мячами, а «Аякс» занял второе место в чемпионате, уступив титул чемпиона клубу «Гоу Эхед». В кубке страны команда дошла до полуфинала турнира, в котором уступила «Фейеноорду» со счётом 2:1 — Стрейбос стал автором единственного мяча «Аякса». 
Сезон 1930/31 стал лучшим для Пита, он сыграл важную роль в завоевании «Аяксом» чемпионства, причём клуб провёл весь сезон лишь с двумя поражениями. В течение сезона он сыграл во всех 26 матчах чемпионата, включая 8 игр турнира чемпионов, и забил 21 гол. Свой первый мяч в том сезоне забил 26 октября 1930 года в шестом туре против ХФК, матч завершился победой «красно-белых» со счётом 6:0. В восьмом туре «Аякс» разгромил клуб ВУК со счетом 17:0, одержав самую крупную победу в своей истории. Стрейбос забил семь голов, Пит ван Ренен пять, Хенк Мюлдерс три, Вим Волкерс и Вим Андерисен — по одному. «Аякс» занял первое место в восточном дивизионе и вышел в финальный турнир, где одержал 5 побед, 2 ничьи, и потерпел одно поражение — от «Фейеноорда». В споре бомбардиров клуба Пит занял второе место, уступив Питу ван Ренену, у которого был 31 гол.
В самом начале сезона 1931/32 он получил травму в первом туре с ХБС, получив болезненный удар по ноге, уже в следующем туре его место занял Пит ван Дейк. Во время отсутствия в октябре Пит женился на своей возлюбленной Диркье. Его возвращение на поле состоялось 9 ноября в матче с клубом «Гермес ДВС» — на 67-й минуте Стрейбос заменил травмированного Кора Юррианса, а в следующем туре против РКХ забил свой первый гол в чемпионате. В 17 матчах он забил 4 гола и помог команде завоевать очередной чемпионский титул. 
В сезоне 1932/33 тренер Джек Рейнолдс окончательно перевёл Стрейбоса на левый фланг полузащиты. В феврале 1933 года появилась информация о возможном переходе футболиста в клуб «Бе Квик» из Гронингена, а в конце апреля его переход был подтверждён. В том сезоне за «красно-белых» он сыграл 17 матчей в первенстве Нидерландов, но забитыми голами не отметился, а его команда заняла второе место в своём дивизионе и не смогла выйти в финальную часть турнира. Прощальным матчем для него стала товарищеская игра с румынским клубом «Рипенсия».

### «Бе Квик» и «Аякс»
В новой команде Стрейбос официально дебютировал 16 сентября 1933 года в матче чемпионата против «Леувардена» и отличился голом на 20-й минуте — «Бе Квик» в стартовой игре чемпионата одержал победу со счётом 5:2. В третьем туре гол Пита помог команде одержать победу над клубом ГВАВ. На протяжении сезона Стрейбос играл в средней линии вместе с Вачтерсом и Хазевейером, а также играл в линии нападения. В январе 1934 года появилась информация о возможном переезде футболиста в Амстердам. «Бе Квик» по итогам сезона занял второе место в северном дивизионе и не попал в финальную часть чемпионата. После окончания сезона Пит вернулся в амстердамский «Аякс».
Первую игру после возвращения в «Аякс» провёл 19 августа 1934 года против французского клуба «Фив», сыграв в линии атаки. В первом туре чемпионата сыграл на позиции защитника вместе с Яном ван Дипенбеком. На протяжении всего сезона тренер Рейнолдс использовал Пита в защите — он сыграл во всех 26 матчах чемпионата, также как и Ян Схюберт. «Аякс» выиграл свой дивизион, но в финальной части чемпионата занял только третье место, уступив чемпионство ПСВ из Эйндховена.

### «Витесс» и «Виллем II»
Летом 1935 года Стрейбос перебрался в «Витесс» из Арнема, выступавший во втором классе Нидерландов, хотя ещё в мае его «отправляли» в ПСВ. В команде дебютировал 18 августа в матче Кубка ван дер Пола против команды «Робюр эт Велоситас», сыграв левого крайнего нападающего. В гостях «Витесс» проиграл со счётом 6:4, а Пит отметился дублем. В сентябре переход футболиста официально подтвердился и он смог сыграть за «Витесс» в чемпионате. В первом туре его команда разгромила «Теоле» со счётом 8:0 — Пит стал автором седьмого гола. Всего в составе «Витесса» провёл 18 матчей, в которых забил 3 гола. В июне 1936 года было объявлено, что Стрейбос покинет команду и перейдёт в клуб «Виллем II» из Тилбурга. В новой команде играл на позициях защитника и нападающего, дебютировал 13 сентября в матче c «Барони».  

## Личная жизнь
Пит родился в апреле 1909 года в городе Амстердам. Отец — Теодорюс Хюбертюс Стрейбос, работал кондитером, мать — Хендрика Йоханна Йонгеян, оба родителя были родом из Амстердама. Помимо Пита, в семье было ещё четверо: сыновья Теодорюс Хюбертюс, Йоханнес Кристиан и Корнелис Петрюс, а также дочь Хендрика Йоханна.
Был женат на Диркье Лиссенбюрг, уроженке Влиссингена — их брак был зарегистрирован 1 октября 1931 года в Амстердаме. В феврале 1932 года у них родилась дочь Хендрика Йоханна, однако супруги развелись в феврале 1936 года. Работал в торговой компании «Blikman & Sartorius». 
Его бывшая супруга ещё дважды выходила замуж, её последним мужем был бывший футболист Дик Бен, который тоже выступал за «Аякс».
Умер 8 декабря 1956 года в Роттердаме в возрасте 47 лет.

## Достижения
«Аякс»
- Чемпион Нидерландов (2): 1930/31, 1931/32

## Статистика по сезонам
| Клуб   | Сезон   | Чемпионат Нидерландов | Чемпионат Нидерландов | Кубок Нидерландов | Кубок Нидерландов | Итого | Итого |
| Клуб   | Сезон   | Игры                  | Голы                  | Игры              | Голы              | Игры  | Голы  |
| ------ | ------- | --------------------- | --------------------- | ----------------- | ----------------- | ----- | ----- |
| Аякс   | 1928/29 | 11                    | 9                     |                   |                   | 11    | 9     |
| Аякс   | 1929/30 | 26                    | 15                    | 1                 | 1                 | 27    | 16    |
| Аякс   | 1930/31 | 26                    | 21                    |                   |                   | 26    | 21    |
| Аякс   | 1931/32 | 17                    | 4                     |                   |                   | 17    | 4     |
| Аякс   | 1932/33 | 17                    | 0                     |                   |                   | 17    | 0     |
| Аякс   | 1934/35 | 26                    | 0                     | 0                 | 0                 | 26    | 0     |
| Аякс   | Итого   | 123                   | 49                    | 1                 | 1                 | 124   | 50    |
| Витесс | 1935/36 | 18                    | 3                     |                   |                   | 18    | 3     |
| Витесс | Итого   | 18                    | 3                     |                   |                   | 18    | 3     |